# Home on the Range (2004)
Home on the Range (bra: Nem que a Vaca Tussa; prt: O Paraíso da Barafunda) é um filme de animação de 2004, produzido pelos estúdios da Walt Disney. O filme é o 45ª longa-metragem de animação do estúdio, e o último filme de animação 2D até The Princess and the Frog (2009). O título original vem da música country e hino do estado norte-americano do Kansas, Home on the Range.
O filme apresenta as vozes de Roseanne Barr, Judi Dench, Jennifer Tilly, Cuba Gooding Jr., Randy Quaid e Steve Buscemi. Foi lançado em 2 de abril de 2004 nos Estados Unidos e recebeu críticas mistas, arrecadando US$ 145,5 milhões nas bilheterias.

## Sinopse
No Velho Oeste, um trio de vacas - a aventureira e mal-educada Maggie, a boa e rígida Sra. Calloway e a despreocupada e ingênua Grace - tem de capturar um ladrão infame de gado, o Alamenda Slim , a fim de conseguir dinheiro para salvar sua  fazenda antes do leilão da mesma. Como Grace coloca, "Quem é melhor para pegar um ladrão de gado do que uma vaca?". Auxiliando-as na sua busca há o coelho amalucado Lucky Jack, um cachorro rabugento e um cavalo egoísta e garanhão chamado Buck, que ansiosamente tenta trabalhar a serviço de Rico, um famoso caçador, que busca a glória para si mesmo, além do prêmio que estão oferecendo por Alameda Slim.

## Elenco
- Roseanne Barr como Maggie
- Judi Dench como Sra. Caloway
- Jennifer Tilly como Grace
- Cuba Gooding Jr. como Buck
- Randy Quaid como Alameda Slim
- Charles Dennis como Rico
- Charles Haid como Lucky Jack
- Carole Cook como Pearl Gesner
- Joe Flaherty como Jeb, a cabra
- Steve Buscemi como Wesley, o xerife
- Richard Riehle como Sam
- Lance LeGault como Junior, o búfalo
- G.W. Bailey como Rusty
- Patrick Warburton como Patrick
- Estelle Harris como Audrey, a galinha
- Sam J. Levine como Irmãos Willie
- David Burnham como Irmão Willie #1
- Jason Graae como Irmão Willie #2
- Gregory Jbara como Irmão Willie #3

## Lançamento

### Bilheteria
O filme teve um orçamento de cerca de US $ 110 milhões, fazendo um bilheterias dos EUA bruto de $50,026,353, e em todo o mundo tevê $103,951,461. O filme foi um fracasso comercial, depois de uma longa seqüência de decepções de bilheteria da Walt Disney.

### Critica
Rotten Tomatoes informou que 55% dos críticos deram opiniões positivas com base em 118 avaliações. De acordo com o site Metacritic, a média do filme foi de 50%, com base em 30 avaliações.
O site brasileiro CineClick relatou que "o longa-metragem é uma animação cheia de comédia e personagens carismáticos. Segundo eles não é uma obra prima e nem vai ficar na história do cinema com alguns outros trabalhos da Disney". A critica Angélica Bito falou que "poucas coisas interessam, além disso, quando se trata de um desenho da Disney".

## Trilha sonora
Home on the Range: An Original Walt Disney Records Soundtrack é uma trilha sonora produzida pela Walt Disney Records, para o filme de 2004 o Home on the Range, um filme de animação. O album contém música escrita por Alan Menken e Glenn Slater, e canções vocais realizados por Randy Quaid, Bonnie Raitt, Tim McGraw. O álbum foi lançado em 30 de março de 2004.

### Lista de faixas
| Edição americana |                                                      |                       |         |  |
| N.º              | Título                                               | Intérprete(s)         | Duração |  |
| 1.               | "(You Ain't) Home On The Range"                      | Coro                  | 1:13    |  |
| 2.               | "Little Patch of Heaven"                             | k.d. lang             | 2:45    |  |
| 3.               | "Yodel-Adle-Eedle-Idle-Oo"                           | Randy Quaid & Coro    | 2:43    |  |
| 4.               | "Will The Sun Ever Shine Again"                      | Bonnie Raitt          | 2:36    |  |
| 5.               | "(You Ain't) Home On The Range (Echo Mine Reprise)"  | Coro                  | 1:01    |  |
| 6.               | "Wherever The Trail May Lead"                        | Tim McGraw            | 3:33    |  |
| 7.               | "Anytime You Need A Friend"                          | The Beu Sisters       | 3:21    |  |
| 8.               | "Cows In Town / Saloon Song" (Instrumental)          | Alan Menken           | 1:09    |  |
| 9.               | "On the Farm" (Instrumental)                         | Menken                | 2:40    |  |
| 10.              | "Bad News" (Instrumental)                            | Menken                | 4:16    |  |
| 11.              | "Storm and the Aftermath" (Instrumental)             | Menken                | 3:06    |  |
| 12.              | "Cows to the Rescue" (Instrumental)                  | Menken                | 3:08    |  |
| 13.              | "Buck" (Instrumental)                                | Menken & Glenn Slater | 2:16    |  |
| 14.              | "My Farm Is Saved / Little Patch of Heaven (Finale)" | Menken & k.d. lang    | 2:28    |  |
| 15.              | "Anytime You Need a Friend"                          | Menken                | 2:35    |  |

| Edição brasileira |                                                       |                                              |         |  |
| N.º               | Título                                                | Intérprete(s)                                | Duração |  |
| 1.                | "Morar no Sertão"                                     | Coro                                         | 1:13    |  |
| 2.                | "Pedacinho do Céu"                                    | Taryn Szpilman                               | 2:45    |  |
| 3.                | "Iôdel-Êidel-Ídol-Áidol-U"                            | Mauro Ramos, Carlos Gesteira, Claudio Galvan | 2:43    |  |
| 4.                | "Vai o Sol Outra Vez Brilhar"                         | Szpilman                                     | 2:36    |  |
| 5.                | "Morar no Sertão (Reprise Mina do Eco)"               | Coro                                         | 1:01    |  |
| 6.                | "Wherever The Trail May Lead"                         | Tim McGraw                                   | 3:33    |  |
| 7.                | "Anytime You Need A Friend"                           | The Beu Sisters                              | 3:21    |  |
| 8.                | "Vacas na Cidade / Canção do Bar" (Instrumental)      | Alan Menken                                  | 1:09    |  |
| 9.                | "Na Fazenda" (Instrumental)                           | Menken                                       | 2:40    |  |
| 10.               | "Más Notícias" (Instrumental)                         | Menken                                       | 4:16    |  |
| 11.               | "Temporal e Colheita" (Instrumental)                  | Menken                                       | 3:06    |  |
| 12.               | "Vacas no Resgate" (Instrumental)                     | Menken                                       | 3:08    |  |
| 13.               | "Buck" (Instrumental)                                 | Menken & Glenn Slater                        | 2:16    |  |
| 14.               | "Minha Fazenda Está Salva / Pedacinho do Céu (Final)" | Menken & Szpilman                            | 2:28    |  |
| 15.               | "Anytime You Need a Friend"                           | Menken                                       | 2:35    |  |